# TCPDF
TCPDF est une classe PHP, d'utilisation répandue, permettant de créer des documents PDF. Elle est libre et open source.
TCPDF est actuellement la seule bibliothèque PHP de génération PDF offrant un support complet de l'encodage UTF-8 et des langues s'écrivant de droite à gauche, incluant le texte bidirectionnel.
TCPDF est intégrée dans des CMS, applications et frameworks PHP répandus, par exemple :
- Joomla! [3]
- Drupal[4]
- Moodle[5]
- PrestaShop[réf. souhaitée]
- phpMyAdmin[6]
- Symfony[7].